# نبرد آرسوف
نبرد آرسوف، نبردی است که در سال ۱۱۹۱ میلادی میان صلیبیون و مسلمانان در خلال جنگ سوم صلیبی روی داد. در این نبرد، صلیبیون به فرماندهی پادشاه ریچارد یکم توانستند لشکر ایوبیان به فرماندهی صلاح‌الدین ایوبی، سلطان مصر و شام، را در منطقه آرسوف واقع در فلسطین شکست دهند. لشکر صلیبی پس از یک محاصره طولانی موفق به گرفتن شهر عکا شده بود. هدف استراتژیک بعدی صلیبیون حفظ و تأمین امنیت کُنت‌نشین یافا، در جهت تسهیل حرکت و نفوذ برای بازپس‌گیری اورشلیم بود. در این نبرد، صلاح‌الدین ایوبی به دلیل در اختیار نداشتن همهٔ سپاهش، سعی می‌کرد که از جنگ مستقیم خودداری نماید و بارها با تاکتیک بزن‌دررو، حملات چندی را علیه صلیبیون تدارک دید.
جنگ در ظهر ۷ سپتامبر ۱۱۹۱ میلادی / ۱۴ شعبان ۵۸۸ هجری آغاز شد. سپاه صلیبی شامل ۱۰ هزار نفر پیاده‌نظام سبک و سنگین (کمانداران و نیزه‌داران) و ۱۲۰۰ سواره‌نظام سنگین که شامل شوالیه‌های معبد و شوالیه‌های هوسپیتالر بود و ارتش صلاح‌الدین در حدود ۲۵ هزار نفر که اکثریت آن را سواران (سواره‌نظام کماندار، سواره‌نظام سبک و سواره‌نظام سنگین اسلحه) بوده‌است. نخست مسلمانان تحت امر صلاح‌الدین نیروهای صلیبی را از جانب خشکی محاصره و احاطه کردند و ضربات شدیدی بر نیروهای ریچارد وارد نمودند و چیزی نمانده بود که بر سپاه صلیبی غلبه کنند؛ اما ریچارد با قدرت توانست صحنه نبرد را کنترل کند. وی ابتدا به سازماندهی مجدد نیروهای متلاشی شده خود پرداخت و توانست کنترل سپاه خود را به دست بگیرد. سپس با کمک شوالیه‌های هوسپیتالر، ضدحملاتی علیه نیروهای ایوبی و صلاح‌الدین انجام داد که سبب شکستن صفوف لشکر صلاح‌الدین شد و در ادامه با کمک سوارنظام سنگین اسلحه خود، حملات شدیدی ترتیب داد که سبب از هم گسیختگی بیش از پیش نیروهای مسلمان و منجر به گریختن آن‌ها گردید. تلاش صلاح‌الدین برای ممانعت از فرار افراد و فرماندهان، بی‌نتیجه ماند و قبل از غروب خورشید، سپاه ریچارد بر میدان جنگ مسلط شد و سپاهیان ایوبی مجبور به عقب‌نشینی به سمت جنگل شدند.
این شکست از جمله معدود شکست‌های صلاح‌الدین می‌باشد و دلیل آن هم تقسیم قشون اصلی صلاح‌الدین به دو قسمت بود و مسلمانان به تعبیری با سپاه کامل در این جنگ حضور نداشتند. صلاح‌الدین پس از این نبرد و در جهت تجدید قوا و انتقام این جنگ، به ناچار منطقه آرسوف را تخلیه کرد و عقب نشست.

## پیش‌زمینه

### نبرد حطین
در سال ۵۸۳ هجری / ۱۱۸۷ میلادی، صلیبیون خود را برای جنگ آماده کردند و نیروهای خود را در عکا گرد آوردند. شوالیه‌های معبد و دیگر شهسواران هرآنچه شوالیه در اختیار داشتند بسیج کردند و تنها شمار اندکی را برای نگهداری دژهایی که به آن‌ها سپرده شده بود، باقی گذاشتند.
در طرف مسلمانان، صلاح‌الدین به همه شهرها نامه نوشت و آنان را به جهاد فراخواند. سپس، با لشکر و گارد ویژه خود از دمشق خارج شد و سپاهیان شام به او پیوستند.
نبرد حطین در ۲۵ ربیع‌الثانی ۵۸۳ / ۴ ژوئیه ۱۱۸۷ میلادی بین نیروهای صلیبی، به ویژه پادشاهی اورشلیم، به رهبری گی لوزینیان و ایوبیان به رهبری صلاح‌الدین ایوبی در منطقه حطین رخ داد. مسلمانان توانستند طی نبردی سخت، به پیروزی برسند و بخش عظیمی از نیروهای صلیبی را به قتل برسانند و تعدادی از فرماندهان ارتش صلیبی از جمله گی لوزینیان را اسیر کنند. پس از این شکست سنگین، حکومت‌های صلیبی قدرت خود را از دست دادند و صلاح‌الدین ایوبی توانست از این موقعیت به نفع جهان اسلام بهره ببرد و فتوحاتی را به دست آورد، که مهم‌ترین آن بازپس‌گیری اورشلیم بود. شهری که پس از جنگ صلیبی اول توسط صلیبیون تسخیر شده بود.
این نبرد در عمق خاک فلسطین اتفاق افتاد. اما هنوز نبرد به پایان نرسیده بود که صلاح‌الدین درگیری را گسترش داد و شهرهای عکا، مجدل، یافا، ناصره، قیساریه، حیفا، صفوریه، معلبا، شقیف، فوله، تبنین، صیدا، جبیل، بیروت، اشکلون، رمله، دامور، غزه، بیت‌لحم، بیت جبریل، نطرون را گشود و سرانجام همه این شهرها را به تاج گشودن اورشلیم آراست. در پی آن هونین، صفد، کوکب و کرک را گشود و در سال بعد برای گشودن جبله، لاذقیه، دژ صیهون و مجموعه بزرگی از دژهای شمالی و شهرهای سرمینیه و برزیر (مقابل دژ افامیه)، دروازه ساک و بغراس، عازم شمال گردید.
این جنگ نتایج سیاسی و نظامی استراتژیکی را برای مسلمانان در پی داشت، نظیر استفاده از وحدت سیاسی در راستای هدف جنگ و استفاده از پیروزی نظامی برای تقویت وحدت سیاسی بین ممالک اسلامی، و نیز آشکار شدن ضعف‌های سیاسی - نظامی پادشاهی صلیبی حاضر در سرزمین شام، که تا این زمان پنهان مانده بود. پیش از این پادشاهی‌های مذکور توانسته بودند سلطه خویش را بر امارت‌های کوچک و پراکنده اسلامی تحمیل کنند. کارایی عالی نظامی نیروهای مسلمان، عزم آن‌ها برای کسب پیروزی، انضباط دقیق آنان در اجرای فرمان‌ها در جریان نبرد و توانایی عالی صلاح‌الدین در اداره درست نبرد از عوامل قدرت مسلمانان بود. شوالیه‌های معبد بارها کوشیدند تا انتقام شکست‌های خود را از مسلمانان بگیرند و آنان را غافلگیر سازند، ولی هر بار شکست خوردند، که علت آن آمادگی همیشگی بود که صلاح‌الدین برای ارتش خود ایجاد کرده‌بود.

### جنگ صلیبی سوم
با انتخاب گریگوری هشتم به عنوان پاپ کلیسای کاتولیک، وی در نطقی بعد از سقوط اورشلیم، علت تصرف آن توسط مسلمانان را مجازات گناهان اروپاییان در اروپا اعلام کرد و خواستار جنگی جدید برای بازپس‌گیری مناطق از دست رفته شد. در همین زمان با پایان یافتن درگیری بین فرانسه و انگلیس در عهد فیلیپ دوم و هنری دوم، این دو برای جبران خسارات ناشی از نبرد بین دو کشور و تعریفی که از ثروت شرق شنیده بودند، آمادگی خود را برای عزیمت به مناطق شرقی و بازپس‌گیری اورشلیم اعلام کردند و خود را آماده حرکت کردند؛ اما مرگ هنری دوم، پادشاه انگلستان، سبب شد تا جانشین وی ریچارد به مسند قدرت برسد. با دستور اسقف اعظم کانتربری، ریچارد نیز خود را آماده عزیمت به سمت شرق کرد. قبل از حرکت این دو، فردریک بارباروسا، امپراتور مقدس روم، از طریق راه زمین سفر خود را به سمت شرق آغاز کرده‌بود.

### سقوط عکا
صلاح‌الدین درصدد ادامه فتوحات خود به سمت شمال برآمد، اما شکست وی در صور سبب شد تا صلیبیون از موقعیت بهره برده و نیروهای اندک خود را برای فتح مجدد عکا آماده کنند. گی لوزینیان که بعد از نبرد حطین توسط نیروهای صلاح‌الدین اسیر شده بود؛ با دادن تعهد به صلاح‌الدین مبنی براین‌که در مقابل او شمشیر نکشد، آزاد شد؛ اما گی این تعهد خود را شکست و نیروهای خود را آماده محاصره شهر عکا نمود. صلاح‌الدین فکر می‌کرد با آزادی گی، می‌تواند بین صفوف صلیبیون تفرقه بیندازد؛ اما بعد از خصومت کوتاه مدتی که بین گی لوزینیان و کنراد دی مونفروا رخ داد، در آخر دو طرف به توافق رسیدند و صلیبیون خود را آماده بازپس‌گیری مناطق از دست رفته کردند.
در این زمان با خبر، آماده شدن نیروهای جدید در اروپا برای اعزام به سمت شام و فلسطین، صلاح‌الدین آرایش نیروهای خود را از حالت تهاجمی به حالت تدافعی عوض کرد؛ چون همانند نبردهای قبل، از نیروی کافی برخوردار نبود. گی با استفاده از حالت تدافعی صلاح‌الدین، در اواخر اوت ۱۱۸۹ به عکا حمله برد و شهر را محاصره نمود. صلاح‌الدین بعد از آگاهی از محاصره عکا، به همراه نیروهای خود عازم عکا شد و پس از رسیدن به نزدیکی شهر، اقدام به محاصره نیروهای صلیبی کرد؛ اما قدرت وی کمتر از نیروهای صلیبی بود و نتوانست محاصره آن‌ها را بشکند. در این زمان که نیروهای صلیبی و ایوبی درگیر بودند، گی منتظر رسیدن نیروهای کمکی از اروپا بود، تا به کمک آن‌ها بتواند صلاح‌الدین را عقب براند و مناطق تصرف شده توسط وی را پس بگیرد. در مقابل صلاح‌الدین برای تقویت جبهه خود، سفیری عازم دربار موحدون کرد تا از ابو یوسف یعقوب المنصور تقاضای کمک کند و از او خواست تا ناوگان وی، راه را بر کمک‌های دریایی اروپاییان به نیروهای صلیبی در عکا ببندد. اما با جواب مساعدی از طرف موحدون روبه‌رو نشد.
با وجود کمک‌های محلی که از جانب مصر و شام به ارتش ایوبی می‌شد، صلاح‌الدین توان و نیروی کافی برای شکستن محاصره را نداشت. هر دو ارتش طی زمستان به عملیات خود ادامه دادند، اما به نتیجه مشخص و کاملی دست نیافتند. این موقعیت تا آن‌جا پیش رفت که بین دو طرف توازن قدرت ایجاد شد، به طوری که نه صلیبیون می‌توانستند وارد شهر شوند و نه صلاح‌الدین می‌توانست آن‌ها را عقب بزند؛ بنابراین دو طرف در انتظار رسیدن کمک بودند، تا فرصت حمله به یکدیگر را بیابند. اما به مرور شرایط برای صلیبیون دشوار شد؛ زیرا دسترسی به آذوقه و مواد غذایی را از دست داده‌بودند. با رسیدن یک کشتی حامل گندم و ادامه خبر پیاده شدن شاهان فرانسه و انگلستان در سواحل شرقی مدیترانه، صلیبیون برای ادامه نبرد امیدوار شدند.
در سال ۱۱۹۱ فیلیپ دوم، پادشاه فرانسه، و ریچارد یکم، پادشاه انگلستان، حرکت خود را به سمت شرق آغاز کردند و پس از طی کردن مسافتی، در سیسیل یکدیگر را ملاقات کردند و پس از پایان یافتن زمستان، به سمت سواحل شرقی مدیترانه حرکت کردند. ابتدا فیلیپ در ۲۱ آوریل ۱۱۹۱ به صور رسید و از آن‌جا عازم عکا شد. وی پس از رسیدن به عکا، استحکامات محاصره را قوت بخشید و صفوف صلیبیون را منسجم و ادوات محاصره را تجدید کرد. با این حال حملات وی تا زمان رسیدن ریچارد به تعویق افتاد. ریچارد یکم نیز بعد از تصرف قبرس، در ۵ ژوئیه ۱۱۹۱ به سواحل شرقی و در ۸ ژوئیه به عکا رسید.
صلاح‌الدین نیز با آگاهی از رسیدن نیروهای کمکی صلیبی، حملات خود را ادامه داد، اما به موفقیتی نرسید. در مقابل صلیبیون توانسته بودند حلقه محاصره را تنگ‌تر کنند. سرانجام بعد از مذاکرات بین محافظان عکا با صلیبیون، آن‌ها شهر خود را تسلیم نیروهای صلیبی نمودند و در مقابل صلاح‌الدین نیز نیروهای خود را به عقب راند.

## پیش از نبرد

وضعیت منطقه شام بزرگ و فلسطین در طول جنگ صلیبی سوم

پس از شکستن محاصره عکا و فتح شهر توسط نیروهای صلیبی، در ۳۱ ژولای ۱۱۹۱، فیلیپ دوم به سبب بیماری، عکا را ترک کرد و ابتدا عازم صور و سپس بریندیزی شد تا ریچارد، فرمانده نیروهای صلیبی در جنگ با صلاح‌الدین بشود. صلیبیون با رسیدن نیروهای کمکی و فتح عکا روحیه بالایی داشتند، و این امر سبب شد تا ریچارد درصدد بازپس‌گیری مناطق جنوبی و اورشلیم، که چند سال قبل توسط صلاح‌الدین فتح شده بود، برآید. شکست صلاح‌الدین در عکا و کشتار اسرای مسلمان توسط ریچارد، سرآغازی بر عقب‌نشینی مسلمانان بود؛ اما صلاح‌الدین با آگاهی از قدرت صلیبیون درصدد نشان دادن قدرت ایوبیان برآمد؛ بنابراین نیروهای خود را آماده نبردهای بعدی با صلیبیون کرد.
ریچارد پیش از آن که متوجه بازگرداندن اورشلیم باشد، طرحی را اجرا کرد که در آن، شهرهای ساحلی از عکا تا عسقلان بازپس گرفته می‌شد. وی در اوت ۱۱۹۱ عکا را در راس سپاهی از صلیبیون ترک کرد و از راه ساحلی حرکت کرد، به طوری که سمت چپ سپاه او از حمایت و پشتیبانی ناوگان دریایی بهره‌مند شود. با این حال اوضاع سفر برای وی و سپاهیانش آسان و مساعد نبود؛ زیرا از گرمای شدید در عذاب بودند و با کمبود مواد غذایی و خرابی شهرهایی که از آن‌ها عبور می‌کردند، مواجه شدند و مسلمانان نیز از پشت سر، آن‌ها را در تنگنا قرار داده‌بودند.
از سوی دیگر، صلاح‌الدین با آگاهی از خبر حرکت نیروهای صلیبی به سمت عسقلان، درصدد سخت کردن شرایط برای حرکت صلیبیون به سمت جنوب برآمد؛ او از حمله ریچارد و نیروهایش به عسقلان و تصرف آن‌جا بیم داشت؛ زیرا عسقلان پایگاهی برای وی جهت ارتباط با اورشلیم و مصر بود؛ بنابراین نمی‌خواست این پایگاه را از دست دهد. لذا، پس از سقوط عکا، صلاح الدین ساکنان شهرهای آرسوف، طبریه، یافا و چند شهر دیگر را به بیروت منتقل کرد و حصار این شهرها را ویران کرد.
پس از آن که حیفا توسط محافظان آن تخلیه شد و صلیبیون بر آن تسلط یافتند، ریچارد حمله به سمت قیساریه را آغاز کرد و در ۱۳ اوت، دو سپاه صلیبی و ایوبی در شرف نبرد با یکدیگر قرار گرفتند؛ اما صلاح‌الدین از امکان تحرک استفاده کرد و این زمانی بود که صلیبیون خودشان را بین مسلمانان و دریا محصور کرده بودند؛ بنابراین احتمال وقوع نبردی عظیم بین دو سپاه وجود داشت.
صلاح‌الدین می‌کوشید تا صلیبیون را تدریجاً به سمت داخل سوق دهد و آن‌ها را از حرکت در امتداد ساحل منصرف کند، تا بدین وسیله حمایت ناوگان‌ها را از دست بدهند؛ اما صلیبیون در دام صلاح‌الدین نیفتادند و مسیر حرکت خود را ادامه دادند. در ادامه صلیبیون بر قیساریه که پس از ویرانی آن توسط مسلمانان، خالی از سکنه شده بود، مسلط شدند؛ اما از دارایی آن بهره‌ای نبردند و حمله خود را به سمت جنوب ادامه دادند، تا این‌که به بلندی‌های آرسوف رسیدند و به سمت جنگلی که در شمال شرقی شهر و در امتداد دو مایلی دریا قرار داشت، حرکت کردند. جایی که محل مناسبی برای درگیری و نبرد با نیروهای مسلمان بود.
صلاح‌الدین که در حرکت به سمت جنگل، از صلیبیون پیشی گرفته بود، تصمیم گرفت در این مکان با ریچارد بجنگد؛ لذا قوای خود را برای رویارویی با دشمن آماده کرد؛ اما با آگاهی ریچارد از این نقشه، در دو زمینه اقدام کرد:
1. اعزام فرستاده‌ای برای درخواست کمک از صلیبیون عکا
2. تلاش برای حل مشکلات از راه مسالمت‌آمیز با صلاح‌الدین[۴۴]

صلاح‌الدین در انتظار زمانی برای رسیدن نیروهای کمکی ترک بود؛ لذا گفتگو و مذاکره را پذیرفت و برادرش، عادل را در ۵ سپتامبر ۱۱۹۱ به نمایندگی از طرف خودش فرستاد، تا با ریچارد دیدار و مذاکره کند؛ اما با پافشاری و اصراری که ریچارد بر موضع خودش مبنی بر بازگرداندن صلیب صلیبیون و تخیله شهرهایی همچون اورشلیم داشت؛ گفتگو بی‌نتیجه ماند. به همین خاطر مذاکره قطع شد و دو طرف خود را آماده نبرد اجتناب ناپذیر با یکدیگر کردند.

## استراتژی صلاح‌الدین

مسیر حرکت دو سپاه صلیبی و ایوبیان به سمت یافا بعد از محاصره و فتح عکا

آهنگ حرکت ارتش صلیبی که توسط ریچارد رهبری می‌شد، به دلیل پیاده‌نظام سنگین بسیار کند بود؛ اما در مقابل ایوبیان به دلیل آن‌که بخش اعظمی از ارتش آن‌ها را سواره نظام سبک تشکیل می‌داد، از سرعت، قدرت و تحرک بیشتری برخوردار بودند. صلاح‌الدین با اتخاذ راهبرد زمین سوخته و نابودی مزارع و غلات، سبب شد تا ارتش صلیبی که در امتداد ساحل شرقی مدیترانه حرکت می‌کرد، دچار بیشترین آسیب از سختی راه و کمبود آذوقه بشود. در ۲۵ اوت ۱۱۹۱، عقبه سپاه صلیبی در حالی از بخش اصلی سپاه جدا افتاده بود و مشغول رژه رفتن و عبور از گذرگاه‌ها بود؛ در معرض حمله نیروهای ایوبی قرار داشت؛ با این حال بخش اصلی و عقبه سپاه در هنگام خطر به سرعت به یکدیگر نزدیک می‌شدند، که منجر به عقب‌نشینی سواران ایوبی می‌شد. از ۲۶ تا ۲۹ اوت، به دلیل عبور صلیبیون از کنار ساحل دریا و از حاشیه کوه کرمل، ارتش صلیبی از حملات غافلگیرانه صلاح‌الدین در امان ماند. صلاح‌الدین قبل از عبور نیروهای صلیبی از حاشیه کوه کرمل، به حومه قیصریه رسید و از ۳۰ اوت تا ۷ سپتامبر، در فاصله قابل توجهی از نیروهای صلیبی قرار گرفت و منتظر فرصتی برای حمله غافلگیرانه به سپاه صلیبی در صورت جدا شدن عقبه و بخش اصلی سپاه بود.
تا اوایل سپتامبر، صلاح‌الدین متوجه شد که سپاه صلیبی با حملات جزئی نیروهای ایوبی، پیشرفت و حرکت خود را متوقف نمی‌کند؛ بنابراین وی درصدد بود تا با تمامی سپاهیان خود، حمله‌ای همه‌جانبه و جدی علیه صلیبیون انجام دهد. در این زمان با نزدیک شدن صلیبیون به جنگل‌های متعدد منطقه، به‌خصوص جنگل آرسوف که در ۱۹ کیلومتری از ساحل دریا قرار داشت، موقعیت مناسب برای صلاح‌الدین پیش‌آمد؛ بنابراین با وجود جنگل، صلاح‌الدین می‌توانست حرکت سپاه ریچارد را کند و حمله همه‌جانبه خود را انجام دهد. صلیبیون با کمترین خسارت از جنگل‌هایی با محدوده اندک عبور کردند و در ۶ سپتامبر در نزدیکی رودخانه نهرالفلیک مستقر شدند. اما، ریچارد قبل از به دست گرفتن کنترل آرسوف، باید از دشتی که بین جنگل‌های آرسوف قرار داشت، عبور می‌کرد؛ و این محل، همان جایی بود که صلاح‌الدین برای حمله ناگهانی قاطع به صلیبیون در نظر گرفته بود. وی در نظر داشت با فاصله افتادن بین دو بخش سپاه صلیبی و قطع ارتباط بین آن دو، جنگ را پیش ببرد و صلیبیون را در آن‌جا شکست دهد.

## موقعیت نبرد

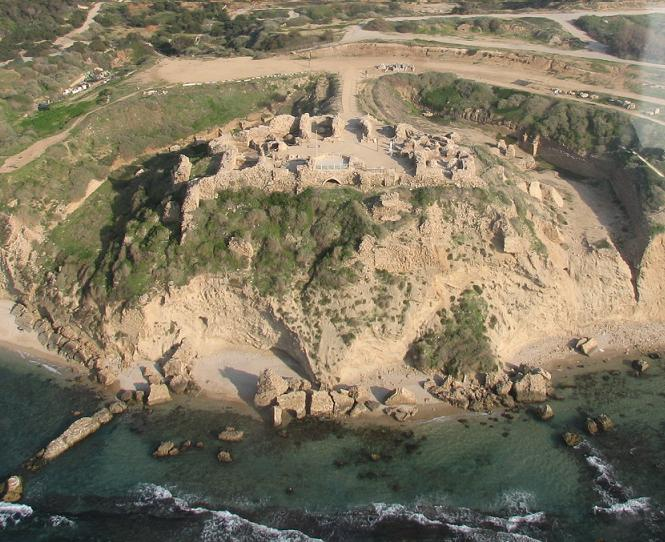
قلعه آرسوف که در دوره صلیبیون بازسازی شد.

آرسوف یا آرسور، یکی از شهرهای تاریخی در منطقه اسرائیل امروزی است که در دوره هلنیستی و روم، از مراکز مهم در سواحل شرقی مدیترانه محسوب می‌شد. این شهر بر روی صخره‌ای در ۱۳ کیلومتری دریای مدیترانه و در ۳۴ کیلومتری جنوب قیصریه قرار دارد. این شهر که تا عهد بیزانس استوار مانده بود، در سال ۶۴۰ میلادی در درگیری‌های اعراب و بیزانس سقوط کرد و به دست مسلمانان افتاد و بعد از آن به آرسوف معروف شد. در سال ۱۱۰۱ این منطقه توسط بالدوین یکم و پادشاه اورشلیم طی جنگ‌های صلیبی تصرف شد و به یکی از مهم‌ترین مقرهای نیروهای صلیبی تبدیل شد. این شهر که دوره قبلی تخریب و تقریباً نابود شده بود، دوباره توسط صلیبیون که آن را آرسور می‌نامید، بازسازی شد. اما در سال ۱۱۸۷ میلادی صلاح‌الدین توانست آن را تصرف کند، تا بار دیگر کنترل این منطقه به‌دست ایوبیان بیفتد. با شروع جنگ صلیبی سوم و حرکت ریچارد به سمت یافا، این شهر به عنوان مکانی برای نبردی بزرگ بین ریچارد و صلاح‌الدین انتخاب شد. از ویژگی‌های این شهر و ناحیه‌های اطراف آن می‌توان به وجود صخره‌های بزرگ و جنگل‌های متعدد اشاره کرد که این ویژگی‌ها بر روند جنگ بین ریچارد و صلاح‌الدین تأثیرگذار بود.

## نیروها

### شمار نیروهای درگیر
براساس اشاره کتاب ایتینراریوم رگیس ریکاردی (Itinerarium Regis Ricardi)، صلاح‌الدین و ایوبیان از لحاظ نیرو ۳ برابر نیروهای صلیبی بودند. با وجود اعداد اغراق‌آمیز ۳۰۰ هزار و ۱۰۰ هزار نفر را در این کتاب شرح داده شده‌است، براساس منابع مدرن، ارتش صلاح‌الدین در حدود ۲۵ هزار نفر بوده‌است، که اکثریت آن را سواران (سواره‌نظام کماندار، سواره‌نظام سبک و سواره‌نظام سنگین اسلحه) تشکیل می‌داده؛ و مک لین تعداد سربازهایی که سه پادشاه فرانسه، انگلستان و امپراتوری مقدس روم آوردند و تعداد سربازهایی که پادشاهی اورشلیم می‌توانست جمع‌آوری کند را ۲۰ هزار نفر برآورد کرده‌است که به ترتیب: ۹۰۰۰ نیروهای انگلیسی و نورمن به رهبری ریچارد، ۷۰۰۰ نیروهای فرانسوی به رهبری فیلیپ و ۲۰۰۰ نیرو از ایالت‌های صلیبی و ۲۰۰۰ نیرو نیز از سایر منابع تأمین نیرو همچون دان‌ها، جنوایی‌ها و هلندی‌ها بوده‌است. بوئاس نیز اشاره و یادآور می‌شود که که نیروهای صلیبی که مک لین گفته‌است، بعد از تعدادی نبرد و تلفات به صحنه آرسوف رسیده‌اند؛ بنابراین، وی تعداد صلیبیون را حدود ۱۰ هزار نفر یا قدری بیشتر ذکر می‌کند. اطلس مصور جنگ کمبریج، ارتش ریچارد را شامل ۱۰ هزار نفر پیاده‌نظام سبک‌سنگین (کمانداران و نیزه‌داران) و ۱۲۰۰ سواره‌نظام سنگین شامل شوالیه‌های معبد و شوالیه‌های هوسپیتالر بیان می‌کند، در حالی که در ارتش صلاح‌الدین تعداد سواران دو برابر پیاده‌نظام بوده‌است.

### آرایش دو سپاه
با شکست مذاکره، ریچارد خود را آماده نبردی اجتناب ناپذیر کرد. وی ارتش خود را در نزدیکی ساحل آرسوف مستقر کرد و پیاده‌نظامی را به رهبری هنری شامپانی، مأمور نگهبانی نمود. سپس کمانداران را در جلوی سپاه قرار داد و سواره‌نظام در پشت آن‌ها جای گرفتند. شوالیه‌های معبد در جناح راست در منتهی‌الیه جنوبی صف و در کنار آن‌ها، سربازان بریتانی و آنژو و سربازان ایالت‌های صلیبی به رهبری گی و برادرش جفری قرار گرفتند. خود ریچارد نیز به همراه سربازان انگلیسی و نورمن در قلب سپاه ایستاد و در پشت وی نیروهای فلاندری‌ها و نجبای بومی به رهبری جیمز آویسن و پس از آن‌ها، فرانسویان تحت امر هوگ بورگاندی و در منتهی‌الیه جناح چپ نیز شوالیه‌های هوسپیتالر جای داده شدند. و پس از اعمال تغییرات در سپاه، در ۶ سپتامبر در نزدیکی جنگل‌های آرسوف مستقر شد در حالی که از طرف غرب و سمت دریا از جانب کشتی‌های ایتالیایی حمایت می‌شد.
در سپیده دم ۷ سپتامبر ۱۱۹۱، زمانی که نیروهای ریچارد، اردوگاه خود را ترک کردند، پیشاهنگان صلاح‌الدین در همه جهات قابل مشاهده بودند؛ در حالی‌که، اکثر سپاهیان صلاح‌الدین در جنگل پنهان شده بودند. ریچارد دچار مشکلی بزرگ در تمامی آرایش سپاهیان خود بود. تمامی پست‌های مهم به فرقه‌ها (شوالیه‌های معبد و شوالیه‌های هوسپیتالر) داده شده بود، که در موقعیت مهم و خطرناکی قرار داشتند. آن‌ها به دلیل تجربه‌ای که در جنگ‌های صلیبی به دست آورده بودند، با تجربه‌ترین افراد در مبارزه با مسلمانان بودند و مکرراً با سواره‌نظام ترک مشهور ایوبیان، ترکوپول، که در شرق مشهور بود، جنگیده بودند.
پیشاهنگان سپاه صلیبی که شامل شوالیه‌های معبد می‌شدند، تحت فرمان رابرت د سابل بودند که به دنبال آن سه دسته از نیروهایی که توسط خود ریچارد، ترکیب شده بودند یعنی بریتون و آنژوین‌ها، سپس نیروهای ایالت‌های صلیبی که توسط گی لوزینیان و برادرش جفری لوزینیان هدایت می‌شدند و در آخر نیروهای انگلیسی که تنها گروهی بودند که قابلیت هدایت واگن‌های نظامی را داشتند؛ و ۷ دسته‌های جدا شده از بخش جلویی سپاه شامل فرانسوی‌ها، فلاندری‌ها و نیروهای ایالت‌های صلیبی و مقداری نیرو از سایر سرزمین‌های مسیحی بودند؛ و قسمت انتهایی و دنبال‌کننده سپاه، شوالیه‌های هوسپیتالر بودند که توسط گارنیر د نابلس هدایت می‌شدند؛ و در ادامه ۱۲ دسته از نیروها به ۱۲ دسته بزرگ‌تر تبدیل شد که دلیل این کار ناشناخته مانده‌است. به علاوه گروه کوچکی از نیروها تحت امر هنری شامپانی مسئولیت گشتن و اکتشاف تپه‌ها را بر عهده داشتند و یک گردان که زیر نظر ریچارد و هوگ سوم، فرمانده فرانسوی‌ها، مسئولیت بررسی و زیرنظر داشتن حرکات صلاح‌الدین و بررسی نظم آرایش سپاهیان صلیبی را برعهده داشتند.
اولین حرکت و حمله نیروهای ایوبی تا حرکت کامل نیروهای صلیبی و ترک کامل اردوگاه به سمت آرسوف آغاز نشد. بعد از حرکت صلیبیون بود که ارتش ایوبی جنبش و حرکات خود را آغاز کرد. بخش جلویی ارتش صلاح‌الدین متشکل از دسته‌های زیاد و انبوه سواران و پیاده‌نظام، بادیه‌نشینان، کمانداران نوبی و سواران کماندار ترک بود. در پشت بخش جلویی سپاه، گردان‌های سواره‌نظام سنگین ایوبی شامل مملوک‌ها، نیروهای کرد و نیروهای شاهزاده‌نشینان مصر و سوریه و عراق قرار داشتند؛ و سپاه به سه بخش تقسیم شده بود، که عبارت از جناح راست و چپ و مرکز بودند. صلاح‌الدین نیز در بخش مرکزی سپاه خود قرار داشت و به وسیله محافظانش نگهبانی می‌شد.

موقعیت دو سپاه قبل از آغاز درگیری
آغاز حمله نیروهای صلاح‌الدین
درگیری بین نیروهای صلیبی و ایوبی
آغاز ضدحمله صلیبیون علیه صفوف سپاه ایوبی
شکستن صفوف نیروهای ایوبی توسط صلیبیون
فرار کردن نیروهای ایوبی از صحنه جنگ

## نبرد

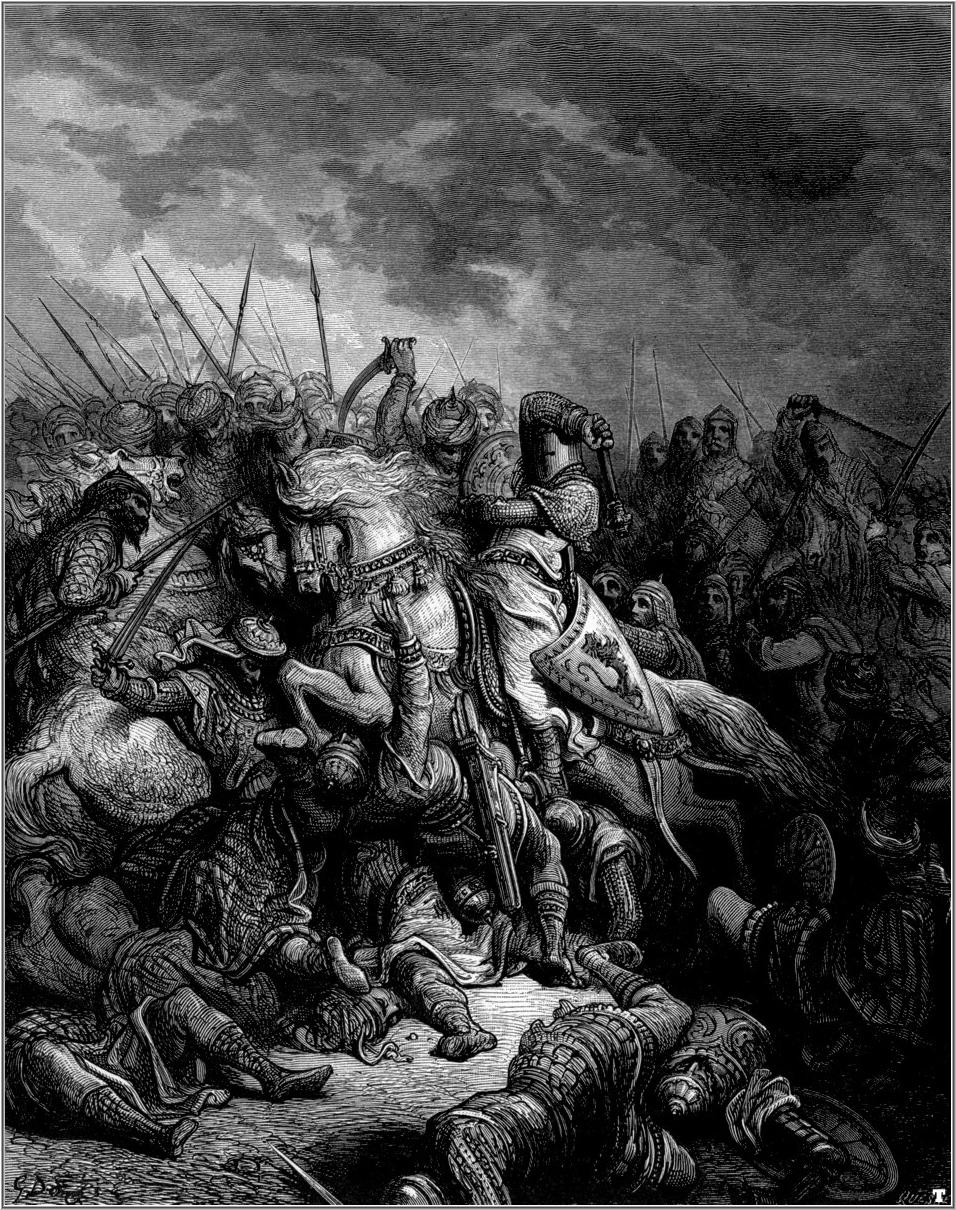
نقاشی از صحنه نبرد آرسوف بین صلاح‌الدین و ریچارد از گوستاو دوره

جنگ در ظهر ۷ سپتامبر ۱۱۹۱ میلادی / ۱۴ شعبان ۵۸۸ هجری آغاز شد. نخست مسلمانان تحت امر صلاح‌الدین نیروهای صلیبی را از جانب خشکی محاصره و احاطه نمودند و نبرد را آغاز کردند. ابتدا تیراندازی بادیه‌نشینان و نوبی‌ها به وسیله کمان و زوبین قبل از حرکت سواران کماندار ضربات شدیدی به صفوف صلیبیون به جز سواره‌نظام سنگین اسلحه وارد کرد و صفوف آن‌ها را شکافت. در مقابل نیز کمانداران صلیبی دست به اقدام متقابل زدند، اگرچه این کار برای حفظ صفوف در مقابل نیروهای ایوبی بود. با ایجاد شکافی در صفوف صلیبیون، سواره‌نظام ترک حملات خود را آغاز کردند و ضربات شدیدی بر نیروهای ریچارد به‌خصوص شوالیه‌های هوسپیتالر وارد کردند و چیزی نمانده بود بر سپاه صلیبی غلبه کنند.
ریچارد در برابر با حملات صلاح‌الدین، ابتدا به سازماندهی مجدد نیروهای متلاشی شده خود پرداخت و توانست کنترل سپاه خود را به دست بگیرد و با کمک نیزه‌داران از حملات شدید سواره‌نظام ترک جلوگیری کند. ریچارد درصدد این بود با کمک کمانداران و پیاده‌نظام خود، سواران ترک را خسته کند، تا فرصت حمله سواره‌نظام خود را مهیا سازد. وی نیروهای اصلی خود را برای حملات پارتیزانی (حمله و گریز) علیه سواران خسته و بی‌رمق صلاح‌الدین آماده کرد؛ بنابراین، در حالی که نیروهای ایوبی از آرایش منظمی برخوردار نبودند، سواران صلیبی به خصوص شوالیه‌های هوسپیتالر توانستند در مقابل نیروهای مهاجم جناح راست صلاح‌الدین، تحت فرماندهی عادل، مقاومت کنند و آن‌ها را به عقب برانند و سپس با حملات سریع خود، صفوف از هم گسیخته ایوبیان را شکستند و فرصتی را برای ضدحمله نیروهای صلیبی و شخص ریچارد فراهم کردند. اما در این زمان، با مخالفت ریچارد روبه‌رو شدند و خودسری فرمانده آن‌ها سبب شد تا شوالیه‌ها اقدام به حمله برای شکستن صفوف دشمن بکنند. با این حال، در نهایت ریچارد خود وارد میدان نبرد شد و فرماندهی نیروها را بر عهده گرفت.
سه بار حمله نیروهای صلیبی با رهبری شخص ریچارد به ایوبیان، در آخر منجر به شکسته شدن مقاومت نیروهای ایوبی شدّ تا آن‌ها راهی جز فرار نداشته باشند. تلاش صلاح‌الدین برای ممانعت از فرار افراد و فرماندهان بی‌نتیجه ماند و قبل از غروب خورشید، ایوبیان که یارای مقابله با شوالیه‌های صلیبی را نداشتند، با دستور صلاح‌الدین عقب‌نشینی خود را به سمت شرق آغاز کردند.
مریم صادقی در دائرةالمعارف بزرگ اسلامی، به نقل از منابع تاریخ‌نگاری مسلمانان شامل الکامل فی التاریخ ابن اثیر، تاریخ ابن فرات، تاریخ الروضتین ابوشامه و الفتح القسی عمادالدین کاتب، نبرد را به صورت دیگری شرح می‌دهد. هنگامی که صلیبیون به دشت نزدیک آرسوف رسیدند، صلاح الدین که از پیش در آنجا کمین و آن‌ها را محاصره کرده بود، به سویشان یورش برد و آن‌ها را به سمت دریا عقب راند. اما صلیبیون موفق شدند آرسوف را تصرف کنند و صلاح الدین نیز نزدیک رود العوجا خیمه زد. روز بعد صلیبیون به مسلمانان حمله کردند، که طی آن جمعی از مسلمانان کشته شدند و گروه دیگری به سمت مقر صلاح الدین عقب‌نشینی کردند. صلاح الدین که در قلب سپاه مستقر بود، موفق شد تا سپاه را مجدداً سازماندهی کند و سپس دو سپاه وارد جنگ شدند. در نهایت، مسلمانان به جنگل نزدیک آرسوف پناه بردند و صلیبیون نیز بازگشتند. ملک عادل، برادر صلاح الدین، سپاه صلیبی را تعقیب کرد و یکی از فرماندهش به اسم سر ژاک را به قتل رساند.

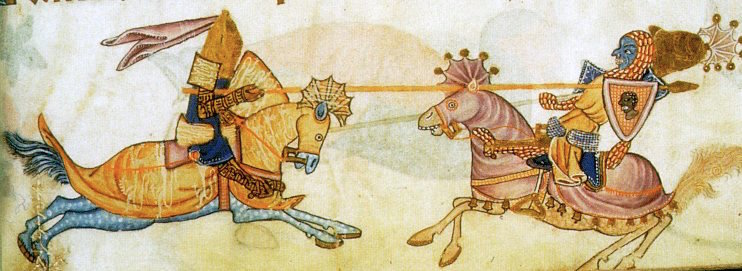
نقاشی تخیلی از دوئل صلاح‌الدین و ریچارد

## نتایج نبرد
نبرد آرسوف، نبردی با نتیجه قطعی نبود، با این حال برای صلیبیون پیروزی معنوی بزرگی محسوب می‌شد. در این نبرد، شماره کشته شدگان به طرز شگفت انگیری کم و اندک بود، اگرچه فرماندهانی نظیر جیمز آویسن در میان کشته شدگان اندک صلیبیون بود. در مقابل، تلفات مسلمانان نیز نسبت به سایر جنگ‌های آن‌ها ناچیز بود و فرمانده مشهوری از صلاح‌الدین کشته نشده بود. با این حال بعد از نبرد، صلاح‌الدین قصد نبردی دیگر کرد، اما نیروهایش آنچنان تضعیف شده بودند که توان کشاندن سپاه صلیبی به میدان جنگ را نداشتند.
ارزش این پیروزی برای صلیبیون بیشتر در امیدی بود که برای مسیحیان ایجاد و زنده کرده بود. بعد از نبرد حطین، این نخستین نبردی بود که در دشت باز درگرفت و برای صلیبیون مشخص کرد که صلاح‌الدین شکست ناپذیر نیست. این پیروزی، آن هم بعد از مدت کوتاهی از فتح عکا، نشانه آن بود که ورق به نفع مسیحیان برگشته است و اورشلیم بار دیگر از آن صلیبیون خواهد شد. بعد از نبرد، نام ریچارد به بزرگی در همه جا پیچید. با اینکه حمله پیروزی بخش سواره‌نظام برخلاف خواست و میل او آغاز شده بود، اما خود او نیز در ادامه و پیشبرد حمله، شرکت کرد. خویشتن‌داری وی در آغاز کار و رهبری سواره‌نظام به هنگام حمله، نشانه کفایت بسیار او در سپهداری است، تا این چنین پیروزی برای آینده صلیبیون امیدبخش باشد. اما ریچارد و صلیبیون از پیروزی و موقعیتی که در حمله به مسلمانان در آرسوف عایدشان شده بود، استفاده نکردند و به هدف خود یعنی بازپس‌گیری اورشلیم نرسیدند.
از سوی دیگر، صلاح‌الدین محبوبیت سابق خود را از دست داد و از نظر شخصی و اجتماعی به وی لطمه وارد شد. طبق گفته قاضی عسکر، مورخ صلاح‌الدین و ابن شداد، این نبرد تأثیرات زیادی بر روحیه و قلب صلاح‌الدین گذاشت. ابن شداد دربارهٔ احساس او می‌نویسد:
خدا می‌داند در قلب صلاح‌الدین از این واقعه چه گذشت و مردم نیز قلب و روحشان مانند جسم‌شان مجروح و دردمند شد.
سپاه وی در عکا، کاری از پیش نبرده و اینک در نبرد با صلیبیون در دشت‌های باز شکست خورده بود. با توجه به شرایط سنی وی و بیماری مالاریای پی‌درپی وی، سبب شد تا او قدرت هدایت و نبرد خود را ازدست بدهد. وی برخلاف دوران جوانی که تاب شنیدن نظرات و انتقاد امیران خود را داشت، اکنون هیبت خود را از دست داده و تبدیل به مردی پرخاشگر شده بود، که این سبب شد تا امیران وی بعد از مرگش از مسئولیت خود شانه خالی کنند. تحمل این شکست برای وی سخت بود، بنابراین درصدد حفظ اورشلیم و عسقلان در مقابل حمله احتمالی ریچارد برآمد، تا همچنان بتواند هیبت خود را در آن دوران ثابت کند. با این حال ریچارد تصمیم بر فتح یافا طبق برنامه قبلی خود گرفت و از تصرف اورشلیم صرف نظر کرد، زیرا می‌دانست که سپاه ایوبی و صلاح‌الدین با وجود این شکست، همچنان نیرومند و منشأ ترس و وحشت صلیبی‌هاست.
این جنگ اثبات کرد پدیدهٔ توازن قوا در منطقه شام که از سال ۱۱۷۰ میلادی به نفع مسلمانان به رهبری صلاح‌الدین پدید آمده بود، پس از نبرد آرسوف تغییر کرد و به مدت شصت سال به نفع صلیبیون شد. هیبت و شوکت صلاح‌الدین، وقتی که سپاه او در عکا اثرگذار نبود و در آرسوف شکست خورد، آسیب دید و هرچه صلاح‌الدین پیش می‌رفت، از نیروی جسمی و تسلط او بر افرادش کم می‌شد؛ از این رو پس از نبرد آرسوف تصمیم گرفت که تلاش خود را در دفاع از عسقلان متمرکز سازد. او از این واهمه داشت که مبادا ریچارد به سمت عسقلان حرکت کند و از آن به صورت پایگاه استفاده کند و راه ارتباطی او با مصر را قطع کند. به همین علت به رمله رفت و با فرماندهان جنگی خود به مشورت پرداخت؛ ولی سران شورای جنگ با او مخالفت کردند و گفتند که نمی‌خواهند مصیبتی که بر آن‌ها در عکا رفته، در عسقلان نیز پیش بیاید.
از سوی دیگر، ریچارد نیز در بهره‌برداری از پیروزی آرسوف اقدامی جهت بازگرداندن مرزهای اولیه پادشاهی اورشلیم نکرد. علاوه بر آن، در تغییر حرکتش به سمت مناطق داخلی برای حمله به اورشلیم نیز ماجراجویی نکرد؛ زیرا اورشلیم در آن وقت مورد عنایت نبود و نیز از نظر دفاعی ضعیف بود و اقدام وی برای لشکرکشی به آن شهر به دلایل مختلف از جمله سرمای هوا نتیجه‌ای برای صلیبیون نداشت؛ لذا ترجیح داد جای پای خود را در شهرهای ساحلی محکم کند تا از باقی مانده سپاهش مراقبت نماید؛ بنابراین برای بازسازی یافا مدت دو ماه وقت صرف کرد و در طول این مدت صلاح‌الدین به تنظیم و سازماندهی صفوف نیروهای خود پرداخت و خود را برای نبرد دیگری با ریچارد آماده کرد.
صلاح‌الدین نیز در نزدیکی اورشلیم اقامت داشت؛ تا به دشمن هرچه نزدیک‌تر باشد و به محض آن که صلیبیون قصد حمله به شهر را داشتند، آن‌ها را بازدارد. وی در نظر داشت که حملاتی پی‌درپی علیه ریچارد انجام دهد، اما با رسیدن خبر مرگ تقی‌الدین عمر و حسام‌الدین محمد بن عمر بن لاچین، از فرماندهان برجسته‌اش، از تصمیم خود منصرف شد و با مشورت با بزرگان ایوبی، تصمیم بر مستحکم کردن مواضع خود گرفت.
ریچارد نیز با آگاهی از خبر مرگ دو تن از فرماندهان صلاح‌الدین و محکم شدن مواضع ایوبیان در نزدیکی اورشلیم، برای وارد شدن خسارت کمتری، درصدد مذاکره برآمد. می‌توان گفت علت این تصمیم ریچارد، حوادث عکا و کنراد دی مونفروا باشد؛ زیرا وی علاوه برآشفته کردن اوضاع عکا، به تلاشی برای نزدیک شدن به صلاح‌الدین دست زده‌بود. علاوه بر حوادث عکا، می‌توان به وقوع شورش‌هایی در قبرس و ترس ریچارد از اقدام پادشاه فرانسه علیه انگلستان اشاره کرد.
صلاح‌الدین با وجود این‌که تمایل زیادی برای مذاکره نداشت اما در ۹ نوامبر ۱۱۹۱، ریچارد نامه‌ای برای صلاح‌الدین فرستاد و از وی خواست که به دلیل کشته شدن نیروهای طرفین و نابودی و ویرانی شهرها، وارد مذاکره شود. صلاح‌الدین نیز عادل، برادرش را به نمایندگی از خود فرستاد اما با پیشنهاد ریچارد مبنی بر بازگرداندن اورشلیم و عسقلان و منطقه غرب اردن و رد آن توسط عادل، دور اول مذاکره بین دو طرف با شکست مواجه شد. پس از آن با طرح پیشنهادهای جدید از طرف ریچارد مبنی بر ازدواج برادر صلاح‌الدین با خواهر ریچارد، طرفین به صلح نزدیک شدند، ولیکن به دلیل عدم تمایل دو نفر، این مذاکره نیز شکست خورد.
در نوامبر ۱۱۹۱ میلادی، نیروهای صلیبی پیشروی خود را به سمت اورشلیم آغاز کردند. در همین زمان صلاح‌الدین در شرایط دشواری قرار داشت؛ زیرا امیران دولتش وی را تحت فشار قرار داده‌بودند و بخش اعظمی از نیروهایش از بین رفته بود. با توجه به این اوضاع، ریچارد نیروهای خود را به نزدیکی لطرون هدایت کرد و زمستان را در این شهر گذراند. سپس نیروهایش تا ۱۲ مایلی اورشلیم یعنی بیت نوبا حرکت و پیشروی کردند. در این زمان روحیه نیروهای مسلمان در اورشلیم به سبب شکست‌های قبلی ضعیف و شکننده شده بود و احتمال سقوط سریع اورشلیم به‌دست صلیبیون زیاد شده‌بود اما بدی شرایط جوی و سرمای شدید به همراه باران‌های سنگین سبب شد تا صلیبیون از ترس حملات غافلگیرانه ایوبیان به سمت یافا عقب‌نشینی کنند. در طول زمستان سال ۱۱۹۱، نیروهای ریچارد اقدام به تصرف و بازسازی عسقلان، که توسط صلاح‌الدین آتش زده شده‌بود، کردند. ریچارد در طول بهار سال ۱۱۹۲ میلادی، مذاکرات خود را با صلاح‌الدین ادامه داد؛ اما همزمان اقدامات تهاجمی خود را پیش می‌برد. وی در این زمان توانست بار دیگر نیروهای خود را تا نزدیکی اورشلیم پیش ببرد، اما اختلافات دورنی بین فرماندهان سبب شد، تا وی به ناچار مجبور به عقب‌نشینی شود.
اگرچه در ادامه تلاش‌هایی برای صلح بین مسیحیان و مسلمانان صورت گرفت، اما هیچ‌کدام حاصلی نداشتند و در این میان با رسیدن خبرهای نگران‌کننده برای ریچارد از انگلستان، وی تلاش مضاعف خود را برای حل مشکل صلیبیون در فلسطین پی گرفت؛ بنابراین حملات خود را برای بازپس‌گیری اورشلیم آغاز کرد، اما بعد از مدتی از تصمیم خود منصرف شد و آمادگی دوباره خود را مبنی بر مذاکره دیگری اعلام کرد. اما این صلح تا بعد از نبرد یافا اتفاق نیفتاد، تا سرانجام در ۲ سپتامبر ۱۱۹۲، قرارداد صلح رمله بین دو طرف امضا شد. بدین ترتیب جنگ صلیبی سوم با بازگشت ریچارد به پایان رسید.